# GPBP1
GPBP1‏ (GC-rich promoter binding protein 1) هوَ بروتين يُشَفر بواسطة جين GPBP1 في الإنسان.